# El progreso del libertino (William Hogarth)
El progreso del libertino (The Rake's Progress), también conocida como La vida de un libertino, es una serie de ocho cuadros obra del artista William Hogarth.
Las pinturas fueron elaboradas entre 1732 y 1734, siendo grabadas en 1734 y publicadas mediante impresiones en 1735. La serie muestra el declive y la caída en desgracia de Tom Rakewell, el despilfarrador hijo y heredero de un rico mercader, quien tras llegar a Londres dilapida toda su fortuna en lujos, prostitución y juego, a causa de lo cual es encerrado en la prisión Fleet y finalmente internado en el Hospital Real de Bethlem. Las pinturas originales se encuentran en la colección del Sir John Soane's Museum, en Londres, donde son expuestas diariamente durante un breve periodo de tiempo.
Por su parte, la suscripción para las impresiones empezó en 1733, si bien Hogarth retrasó la publicación de las mismas hasta el 25 de junio de 1735, día en que los derechos de autor en grabados se convirtieron en ley. No obstante, ya habían aparecido numerosas falsificaciones para ese entonces. El juego completo de impresiones costaba 2 guineas, aunque Hogarth puso en circulación un set más pequeño y a un precio más económico, copiado por Thomas Bakewell y con un valor de 2 chelines y 6 peniques. Las placas de cobre originales fueron vendidas por Quaritch en 1921 y actualmente forman parte de una colección privada. Del mismo modo, se cree que Louis Gérard Scotin ayudó a Hogarth en la elaboración de los grabados.
Esta obra inspiró la ópera de Ígor Stravinski El progreso del libertino (1951).

## Escenas
| 1ª escena         | El heredero |
| ----------------- | --- |
| Pintura · Grabado | Tom acaba de tomar posesión de su cuantiosa herencia tras la muerte de su avaro padre. Mientras los sirvientes lloran la pérdida de su patrón, al heredero le están tomando las medidas para un nuevo guardarropa. Pese a tener un matrimonio de hecho con su prometida Sarah Young, quien además está embarazada, Tom rechaza casarse con ella. La joven figura llora sosteniendo su anillo de boda al tiempo que su madre muestra en su mandil las cartas de amor escritas por él y dirigidas a Sarah. Tom salda su deuda con ella, pero la joven aún lo ama, tal y como se refleja en la cuarta escena. La avaricia del fallecido queda patente en toda la pintura: su retrato sobre la chimenea lo muestra contando dinero; varios símbolos de hospitalidad se hallan ubicados en un armario situado en la parte superior derecha que hasta entonces había permanecido cerrado; el escudo de armas muestra tres prensas con el lema «Cuidado» («Beware»); un gato desnutrido revela que el progenitor disponía de poco alimento en la casa, mientras que la falta de ceniza en la chimenea demuestra que el hombre no gastaba nada en leña para calentar la propiedad. El grabado, invertido al igual que todos de izquierda a derecha en comparación con la pintura debido al proceso de impresión (salvo la segunda escena), refleja lo lejos que el padre fue en su avaricia al mostrar la suela de un zapato del finado remendada con un trozo de cuero cortado de la cubierta de una Biblia. |
| 2ª escena         | El despertar |
| Pintura · Grabado | Tom se encuentra en su ceremonia matinal (levée) en Londres, atendido por músicos y varias personas ataviadas con trajes caros, las cuales simbolizan los vicios, afecciones y entretenimientos de la alta sociedad. Rodeando a Tom de izquierda a derecha se hallan: un músico tocando el clave, el cual se supone representa a George Frideric Handel; un maestro de esgrima; un instructor personal; un maestro de danza con un violín; el diseñador de jardines Charles Bridgeman; un antiguo soldado ofreciéndose como guardaespaldas; un cornetista de un club dedicado a la caza del zorro y, debajo de este, un jockey con un trofeo de plata. El instructor personal y otro caballero miran con desaprobación al maestro de esgrima y al profesor de danza, quienes lucen trajes de estilo francés, algo que Hogarth detestaba. El desprecio de los dos caballeros ingleses para con los franceses radica en la desventaja que ambos sienten ante la competencia extranjera. En la habitación del fondo espera otro grupo de comerciantes, entre los que destacan un sombrerero, un sastre, un fabricante de pelucas y un poeta, el cual trata de separarse de la multitud. Por último, sobre la pared, entre los cuadros de gallos (emblemas de las peleas de gallos), destaca una pintura del Juicio de Paris, una copia extranjera de poca calidad la cual se ha hecho pasar por una obra maestra. |
| 3ª escena         | La orgía |
| Pintura · Grabado | La escena, la cual constituye un ejemplo del término artístico merry company además de presentar rasgos de estilo rococó, como la «variedad compuesta» o la «línea serpentina», muestra el inicio del declive de Tom. La obra representa un lugar desenfrenado a medio camino entre taberna y burdel: la famosa Rose Tavern, en Drury Lane (Covent Garden). El protagonista, totalmente ebrio con su espada junto a él y rodeado de prostitutas, se encuentra recostado en una silla y con un pie apoyado contra la mesa. A su lado, tirados en el suelo, hay una vara y un farol, objetos robados por él durante sus correrías nocturnas, hallándose paradójicamente dos meretrices robándole su reloj, el cual marca las tres en punto de la mañana. Por su parte, una cantante callejera en avanzado estado de embarazo hace su aparición en la puerta de entrada del lupanar. En el grabado, la mujer porta una hoja en la que figura escrito «Chiste Fácil» («Black Joke»), reflejo de las desventuras que puede suponer ejercer la prostitución. En la mesa, una mujer enfadada arroja un chorro de ginebra a otra que la amenaza con un cuchillo, mientras que a la izquierda de la obra aparece una prostituta, que al igual que las otras oculta con lunares postizos las marcas sifilíticas en su rostro, desvistiéndose con el fin de bailar completamente desnuda en el centro de la mesa, sobre una bandeja de hojalata que un sirviente trae junto con una vela, la cual servirá de apoyo a la danza. En una de las paredes figura un mapa del mundo, el cual está a punto de ser quemado por una de las meretrices, así como retratos de, entre otros, los emperadores romanos Augusto, Tito, Otón, Vitelio y Vespasiano. |
| 4ª escena         | El arresto |
| Pintura · Grabado | Tom ha logrado escapar por poco de ser arrestado a causa de sus deudas por un alguacil y sus asistentes galeses (identificados por los puerros que portan en sus sombreros, emblema de Gales). El hombre viaja en una litera con el fin de asistir al cumpleaños de la reina Carolina de Ansbach en el día de San David (santo patrón de Gales), cuya celebración tiene lugar en el Palacio de St. James. En esta ocasión Tom es salvado por intercesión de su antigua prometida Sarah, quien al parecer trabaja en el negocio de la venta de sombreros, captando la atención de uno de los asistentes del alguacil. Como dato cómico, teniendo en cuenta la farola y la vara robadas por Tom en la tercera escena, un farolero derrama inadvertidamente el aceite destinado a alimentar la luz de las farolas sobre la cabeza del libertino, si bien en este caso simboliza la salvación de Tom gracias a Sarah, puesto que antiguamente la bendición hecha a una persona estaba acompañada de aceite destinado a ungir la cabeza. Para salvar a su amado, Sarah ofrece sus escasos ahorros como vendedora para sobornar a las autoridades. Desafortunadamente para Tom, al ser un inmoral no comprende este gesto de generosidad y no aprende de sus errores. A diferencia de la pintura, en el grabado, cerca de la escena principal, una especie de casa de juego callejera funciona junto a un poste con la denominación «Black». Aquí, simples niños, corrompidos por la vida de la ciudad, imitan los vicios de los adultos. Uno roba el pañuelo de Tom; otro, de aspecto harapiento, fuma una pipa y se inclina como si fuese un anciano sobre un periódico (The Farthing Post); dos de ellos, en primer plano, lanzan sus dados tras apostar sus medios de subsistencia. El muchacho con la estrella tatuada al costado ha perdido toda su ropa ante su compañero, excepto su gorra y pantalón. El perdedor tiene un vaso de licor, mientras que el ganador posee tres dedales y un guisante (usados como medios de juego). Detrás de ellos, un vendedor de noticias (identificable por la trompeta a su lado) y un escrutador electoral, el cual porta un letrero en su gorra que reza «Tu Voto & Interés - Libertades» («Your Vote & Interest - Libertys»), juegan a las cartas con un aspecto simiesco. Detrás del segundo, un niño hace trampas al revelar el contenido de las cartas a su compañero. En el grabado, además, destacan varios rayos presentes en el cielo, a diferencia de la pintura, en la que no se está desarrollando ninguna tormenta (probable alusión a la leyenda del santo), además de que a Tom le roban su bastón en vez de su pañuelo. |
| 5ª escena         | El matrimonio |
| Pintura · Grabado | Negado a volver a llevar una vida burguesa y decidido a seguir con su vida de caballero, Tom recupera su lujosa vida al unirse cínicamente en matrimonio con una fea y vieja dama que ofrece su riqueza a cambio de placer sexual. La escena en la que se desarrolla este decadente enlace es la iglesia de Saint Marylebone, famosa por sus matrimonios clandestinos. La condición del templo refleja la naturaleza del acto y de quienes intervienen en él: el yeso se ha desprendido de las paredes; el credo en la pared izquierda se ha desecho, mostrando únicamente las palabras «Yo creo» («I Believe»); y la tabla con los diez mandamientos está resquebrajada. Tom, de apariencia atractiva y majestuosa, se está prostituyendo de la misma forma en que las meretrices lo hacían en la tercera escena. Al tiempo que el libertino desliza el anillo de boda sobre el dedo de su esposa, dirige su mirada a la joven doncella de esta. A los pies de los presentes, un muchacho harapiento cuyo zapato roto permite apreciar los dedos de su pie izquierdo coloca un reposapiés para que se pueda arrodillar la novia, de quien destacan su vestimenta extravagante y su joroba. En el grabado, la anciana guiña un ojo al cura, quien paradójicamente por edad y apariencia encaja mejor como marido de ella que el libertino. Del mismo modo, el diminuto crucifijo que la mujer luce en el pecho la muestra satíricamente como una santa. Por otro lado, el perro agresivo y la perra tuerta ubicados a la derecha reflejan la extravagante y pintoresca alianza que tiene lugar a la izquierda. Al fondo, un capillero trata de impedir que Sarah y su madre, quienes llevan consigo a la hija de Tom, irrumpan en la iglesia para detener el enlace. |
| 6ª escena         | La casa de juego |
| Pintura · Grabado | De nuevo en una casa de apuestas, uno de los peores vicios de su nuevo círculo social, Tom acaba de perder su fortuna por segunda vez. La majestuosidad con la que el libertino se mostraba en la escena anterior ha dado lugar ahora a un aspecto demencial. Sus ropas están desabrochadas, la peluca caída, encontrándose totalmente solo entre sus acompañantes. Con los puños fuertemente cerrados, los dientes apretados y los ojos saltones, Tom parece maldecir al Cielo y al destino. Un perro desquiciado el cual porta un collar con la inscripción Covent Gar[den] (legible en el grabado), lugar donde se ubica la casa de juego, refleja el frenesí del libertino. Demasiado absortos como para advertir el fuego que comienza detrás, los presentes exhiben varios objetos destinados a apuestas. Uno de ellos, preocupado por sus cuantiosas pérdidas, busca consuelo en la ginebra, mientras que un hombre detrás de él se muerde las uñas. A la izquierda, dos figuras comparten los frutos de su buena suerte en el juego, advirtiendo el fuego únicamente el crupier y otro caballero. A la derecha, tres figuras discuten violentamente mientras un hombre vestido de luto llora posiblemente la pérdida de un recién adquirido legado. Por último, en el grabado, sobre la chimenea, cuelga un anuncio el cual sugiere que incluso los reyes son indulgentes con esta clase de vicios. |
| 7ª escena         | La cárcel |
| Pintura · Grabado | El mal augurio presente en la escena anterior se materializa en esta, donde Tom aparece encarcelado a causa de sus deudas en la prisión Fleet. El libertino, quien se desploma desganado hacia delante con el rostro lleno de angustia, gesticula impotente con manos y pies. Su último y desesperado intento por obtener dinero escribiendo una obra ha fracasado; junto a él figura un duro rechazo a la misma. Tom está ahora tan desamparado que no puede darle al carcelero un soborno o pagar al joven que está a su lado una simple jarra de cerveza. Mientras la esposa de Tom lo regaña, Sarah se desmaya por el dolor de ver en ese estado al hombre que todavía ama. Una mujer empuja su cabeza hacia una botella de sales aromáticas mientras otra golpea su mano para reanimarla al tiempo que su hija parece reprender a la madre por su conducta. Los dos compañeros de celda pronostican su destino inminente: la locura. El hombre desaliñado con peluca harapienta y barba que aparece dando apoyo a Sarah es en realidad un protector. Por su parte, el hombre con gorro de dormir al fondo es un alquimista loco demasiado absorto en su proyecto de convertir metal en oro como para advertir lo que ocurre a su alrededor. Su telescopio sobresale por entre los barrotes, mientras que tres ollas empleadas en sus experimentos aparecen junto a sus libros, descansando un par de alas sobre su cama. Al igual que el libertino, sus maquiavélicos planes para prosperar solo le han traído encarcelamiento y locura. |
| 8ª escena         | El manicomio |
| Pintura · Grabado | La vida llena de excesos de Tom lo ha conducido a la más absoluta locura. Interno en el Hospital Real de Bethlem, el hombre ha sido encadenado para evitar que se autolesione (el parche de su pecho, presente en el grabado, sugiere que se ha apuñalado). Semidesnudo, sonriendo y arañándose ferozmente, Tom es atendido únicamente por Sarah, quien aún lo ama y permanece fiel a él. Dos hombres auxilian al libertino, si bien uno de ellos parece más interesado en Sarah que en Tom. El hombre que mira el techo a través de un rollo de papel imaginando que es un telescopio es un astrónomo. Por su parte, en el grabado aparece un interno detrás del astrónomo que intenta descubrir un sistema para calcular la longitud mediante el dibujo de un barco, un mortero, la Tierra, la Luna y varias figuras geométricas, reflejando estos dos hombres la ciencia. En contraposición a esto, la religión también aparece implícita. El hombre situado en la celda de la derecha sentado sobre paja es un fanático religioso; junto a él se halla un crucifijo y detrás, en el grabado, los iconos de tres santos (San Lorenzo, San Atanasio y San Clemente). Su cuerpo está contorsionado y su rostro durante la oración simula el de un animal salvaje. Por su parte, la persona en el extremo izquierdo con el sombrero en forma de cono y una triple cruz cree que es el papa. A su vez, en la celda 55 un hombre desnudo con una corona hecha de paja y sosteniendo un palo como cetro al tiempo que orina cree que es el rey. En contraposición, dos damas de la corte elegantemente vestidas acuden al lugar por curiosidad en vez de por caridad como hace Sarah, riéndose ante el exhibicionismo del hombre. Frente a ellas, un sastre con una peluca de paja, patrones en su sombrero y una cinta métrica gesticula vagamente. A su izquierda se halla un músico loco con una partitura en la cabeza y tocando un violín con una vara, luciendo varios anillos en sus dedos. Junto a él se encuentra una figura la cual sufre de depresión por la pérdida del ser amado, cuyo nombre, Betty la Descuidada (legible en el grabado), ha inscrito en una barandilla, además de llevar consigo una imagen de ella (Betty fue una famosa prostituta de la época). El collar alrededor de su cuello sugiere un intento de ahorcamiento. Por último, en el grabado, en la pared del fondo, se halla la imagen de una moneda de medio penique mostrando a Britania con el cabello suelto. Añadida posteriormente, esta moneda sugiere que en 1763 Hogarth cuestionaba la cordura de la nación británica.                                                            |